# Здание парламента Грузии (Кутаиси)
Здание парламента Грузии в Кутаиси (груз. საქართველოს პარლამენტის შენობა ქუთაისში) строилось с 2011 по 2012 год в Кутаиси, втором по значимости городе Грузии, в 231 км к западу от Тбилиси, столицы страны, для размещения Парламента Грузии. Здание, построенное по заказу CMD Inginieros, было открыто 26 мая 2012 года и, согласно соответствующему конституционному пункту, стало основным местом пребывания вновь избранного парламента в октябре 2012 года до тех пор, пока законодательный орган не вернулся в Тбилиси в январе 2019 года.
Снаружи здания находится большой купол из стекла и стали овальной формы размером 100х150 м. Оно было построено по инициативе тогдашнего президента Грузии Михаила Саакашвили на месте мемориала советским воинам Великой Отечественной войны. Памятник был разрушен с помощью взрывчатки, чтобы освободить место для строительства в декабре 2009 года, в результате чего случайно погибли два человека, мать и дочь. Во время строительства здания правительство продвигало его как символ светлого демократического будущего Грузии. Его расположение в Кутаиси рекламировалось как стимул для региональной экономики, а также как способ сплотить страну. Критики заявляют, что строительство является пустой тратой денег и что присутствие парламента в Кутаиси при расположении правительства в Тбилиси неэффективно.
После истечения срока полномочий Саакашвили новое правительство коалиции Грузинская мечта решило перенести всю парламентскую деятельность обратно в Тбилиси. Поправка к Конституции, принятая в 2017 году, вступила в силу в декабре 2018 года, и в ней не упоминается Кутаиси как резиденция парламента, что означает, что парламент полностью вернулся в столицу в январе 2019 года. Здание в Кутаиси должно перейти во владение МВД Грузии.